# Station and General Office, California Southern Railroad
Station and General Office, California Southern Railroad  es un edificio histórico ubicado en National City, California.  Station and General Office, California Southern Railroad se encuentra inscrito  en el Registro Nacional de Lugares Históricos desde el 18 de abril de 1996. 

## Ubicación
Station and General Office, California Southern Railroad se encuentra dentro del condado de San Diego en las coordenadas 32°39′36″N 117°06′38″O / 32.66, -117.110556.